# Bačka Palanka (općina)
Općina Bačka Palanka je jedna od općina u Republici Srbiji. Nalazi se u AP Vojvodini i spada u Južnobački okrug. Po podacima iz 2004. općina zauzima površinu od 579 km² (od čega na poljoprivrednu površinu otpada 47.342 ha, a na šumsku 2.801 ha). 
Centar općine je grad Bačka Palanka. Općina Bačka Palanka se sastoji od 14 naselja. Po podacima iz 2002. godine u općini je živjelo 60.966 stanovnika, a prirodni priraštaj je iznosio -4,6 %. Po podacima iz 2004. broj zaposlenih u općini iznosi 15.565 ljudi. U općini se nalazi 16 osnovnih i 5 srednjih škola.

## Naseljena mjesta
Naseljena mjesta iz 2002. godine (prema broju stanovnika):
1. Bačka Palanka 29.449
2. Čelarevo 5.423
3. Pivnice 3.835
4. Mladenovo 3.358
5. Obrovac 3.177
6. Tovariševo 3.102
7. Gajdobra 2.948
8. Silbaš 2.848
9. Despotovo 2.096
10. Nova Gajdobra 1.409
11. Karađorđevo 1.012
12. Parage 1.039
13. Neštin 900
14. Vizić 349

## Etnička struktura
Etnička struktura općine (prema popisu iz 2002. godine):
- Srbi - 47.916 (78,59%)
- Slovaci - 5.837 (9,57%)
- Mađari - 1.490 (2,44%)
- Jugoslaveni - 1.041 (1,7%)
- Hrvati - 982 (1,61%)
- Romi - 841 (1,37%)
- ostali (Rusini, Bošnjaci, i dr.)

## Vanjske poveznice
- Službena prezentacija općine  Arhivirana inačica izvorne stranice od 7. rujna 2017. (Wayback Machine)